# Frank Chiesurin
Frank Chiesurin (26 novembre 1973 à Montréal au Québec) est un acteur canadien français originaire de Montréal qui incarne notamment le personnage Tristan Patry dans le troisième téléroman franco-ontarien Météo+.

## Filmographie

### Cinéma
- 2002 : Federal Protection : Sid
- 2004 : Resident Evil: Apocalypse : Sniper
- 2004 : The Porcelain Pussy : Rusty
- 2005 : Lie with Me : Joel - Groom
- 2005 : The Prize Winner of Defiance, Ohio de Jane Anderson : Rock 'n Roll Singer
- 2005 : I Cake : Chad
- 2007 : Bonded Pairs : Randall
- 2013 : Silent Garden : Rudolph
- 2013 : Annabelle : Steven

### Télévision

#### Téléfilm
- 2011 : Rendez-vous interdits (Wandering Eye)
- 2011 : Wandering Eye : Lucas Manning
- 2009 : The Dealership : Willis
- 2009 : Monsieur Décembre : Scott Lewis
- 2004 : A Very Married Christmas : Fantasy Peter
- 2003 : This Time Around : Zack
- 2003 : ADN Alien : Bobby

#### Série télévisée
- 2015 : The Lizzie Borden Chronicles : Spencer Cavanaugh
- 2013 : Beauty and the Beast (épisode : Kidnapping) Slick
- 2012 - 2013 : Les Bleus de Ramville : Dave McNeil
  - (épisode : Tout à Perdre)
  - (épisode : Jouer pour le team)
  - (épisode : Cérémonies d'ouverture)
  - (épisode : Jeu de puissance)
  - (épisode : Vite sur ses patins)
- 2012 : Les Enquêtes de Murdoch (épisode : La machine à explorer le temps) : Seth Morgan
- 2012 : Jessica King (King) (épisode : Meurtre et vieilles dentelles) : Mike Kaplan
- 2012 : The L.A. Complex (épisode : It's All About Who You Know) : bel acteur principal
- 2011 : Flashpoint (épisode : Contre son camp) : Vince Albin
- 2011 : Mayday : Alerte maximum  (épisode : Atterrissage musclé) : Capitaine Peter Burkill
- 2011 : The Listener  (épisode : Dans la ligne de mire) : Robert Ventone
- 2008 - 2011 : Météo+ : Tristan Patry
  - (épisode : Oui, non ... peut-être)
  - (épisode : Bernard : Garçon d'honneur)
  - (épisode : Gratien et la cause orpheline)
  - (épisode : Conny, coureur des bois)
  - (épisode : Le cœur a des raisons que BM ne connaît point)
- 2008 : Buzz Mag (The Latest Buzz) : M. Jackson
  - (épisode : Ah les parents !)
  - (épisode : The Truth Hurts Issue)
- 2008 : Da Kink in My Hair (épisode : Speaky Spokey) : Dane
- 2007 : Till Death Do Us Part (épisode : The Clown Case) : Larry / Mr. Razzle
- 2007 : Ma vie de star (épisode : Concurrence déloyale) : Drake McShane
- 2006 : Angela's Eyes (épisode : Le chant des sirènes) : Ted Vincent
- 2005 : Méthode Zoé (épisode : Rêve éveillé) : Dr. Powers
- 2005 : Sue Thomas, l'œil du FBI (épisode : Ce n’est qu’un au revoir) : William Hackford
- 2003 : Playmakers : David
  - (épisode : The Outing)
  - (épisode : Down & Distance)
  - (épisode : Talk Radio)
  - (épisode : Man in Motion)
- 2003 : Odyssey 5 (épisode : Fantôme d'amour) : Gus Hagen
- 2002 - 2003 : Largo Winch : Brian Cole
  - (épisode : Résurrection)
  - (épisode : Traqué)
- 2001 - 2002 : Doc : Francois
  - (épisode : Le prix d'un miracle)
  - (épisode : Le cœur a ses raison)
- 2002 : Witchblade (épisode : La Bataille finale) : Charles Haley
- 2002 : Tracker (épisode : A Made Guy) : Tony / Giusuppe / Cole
- 2002 : Queer as Folk (épisode : Noces de filles) : Bartender
- 2002 : Le Loup-garou du campus (épisode : Pop star) : Devin
- 2001 : Destin : Officier Paul
- 2001 : Tribu.com : Mario
- 1999 : Un gars une fille (épisode : Halloween) : Superman

- Mambo Italiano : Angelo